# Horatio Burt Williams
Horatio Burt Williams (17 septembre 1877 - 1er novembre 1955) est un électrophysiologiste clinique américain.

## Biographie
Williams est né le 17 septembre 1877 à Utica, New York.
Pour ses études collégiales, Williams choisit la physique. Il va à l'Université de Syracuse pour étudier la médecine et obtient son diplôme de médecin en 1905. En tant qu'assistant en physiologie à la Cornell Medical School, il commence ses travaux en électrophysiologie. Il publie un article sur les électrocardiogrammes. Williams se rend en Hollande pour étudier les méthodes de Willem Einthoven en 1911.
Il construit le premier galvanomètre à cordes en Amérique, est le pionnier de la vectorcardiographie, découvre la période vulnérable ventriculaire et détermine le courant de 60 Hz nécessaire pour produire une fibrillation ventriculaire avec des électrodes à la surface du corps.
Williams montre également que la défibrillation ventriculaire peut être obtenue avec des électrodes de surface corporelle utilisant un courant de 60 Hz à haute intensité.
En 1926, il est sélectionné pour la Conférence Gibbs par l'American Mathematical Society. La conférence est publiée par le National Research Council sous le titre Mathematics and the Biological Sciences. Le texte est également publié dans le Bulletin de l'American Mathematical Society. Williams exprime l'espoir: "Dès qu'il devient possible de construire des théories biologiques sous forme mathématique, nous pouvons nous attendre à des progrès rapides.".
Williams est décédé à l'âge de 78 ans le 1er novembre 1955 au Presbyterian Hospital de New York.